# Jonna Björnstjerna
Jonna Elsa Katarina Vahlne Björnstjerna, född 29 augusti 1983 i Tumbo församling, Södermanlands län, är en svensk illustratör och barnboksförfattare. Hon är bland annat känd för bilderbokserien om Den underbara familjen Kanin.   

## Biografi
Björnstjerna utbildades på Serieskolan i Malmö 2003–2005. Senare har hon studerat vid Saint Martins College of Art & Design (BA i Graphic Design & Illustration, 2008-2011).  
Björnstjerna fick 2007 utmärkelsen bästa bok i kategorin 0–6 år för boken Sagan om den underbara familjen Kanin och monstret i skogen. Bilderboken Godistrollet gav henne motsvarande utmärkelse 2010. Bokjuryn Solna-Sundbyberg röstade fram Spöktåget och Rymdskeppet till bästa bilderbok 2019 och 2020.  
2019 fick Jonna Björnstjerna Carl von Linné-plaketten för sin bok Drottningsylt: nästan helt sanna sagor tillsammans med Josefin Johansson.

## Priser och utmärkelser
- 2007 – Bokjuryn kategori 0-6 år
- 2010 – Bokjuryn kategori 0+
- 2019 Carl von Linné-plaketten, Svensk biblioteksförenings pris för bästa fackbok för barn eller ungdomar. Tillsammans med Josefin Johansson. För Drottningsylt: nästan helt sanna sagor.[4]